# Limin (köpinghuvudort i Kina, Shanxi Sheng)
Limin är en köpinghuvudort i Kina. Den ligger i provinsen Shanxi, i den norra delen av landet, omkring 160 kilometer norr om provinshuvudstaden Taiyuan. Antalet invånare är 7 925. Befolkningen består av 3 595 kvinnor och 4 330 män. Barn under 15 år utgör 11,0 %, vuxna 15-64 år 76 %, och äldre över 65 år 12,0 %.
Runt Limin är det ganska tätbefolkat, med 72 invånare per kvadratkilometer. Närmaste större samhälle är Zhangcaizhuang, 17,9 km öster om Limin. Trakten runt Limin består i huvudsak av gräsmarker.
Genomsnittlig årsnederbörd är 620 millimeter. Den regnigaste månaden är juli, med i genomsnitt 184 mm nederbörd, och den torraste är december, med 3 mm nederbörd.